# Camptoptera vanharteni
Camptoptera vanharteni är en stekelart som beskrevs av Gennaro Viggiani och Riccardo Jesu 1995. Camptoptera vanharteni ingår i släktet Camptoptera och familjen dvärgsteklar. Inga underarter finns listade.